# Placówka Straży Celnej „Stary Folwark”

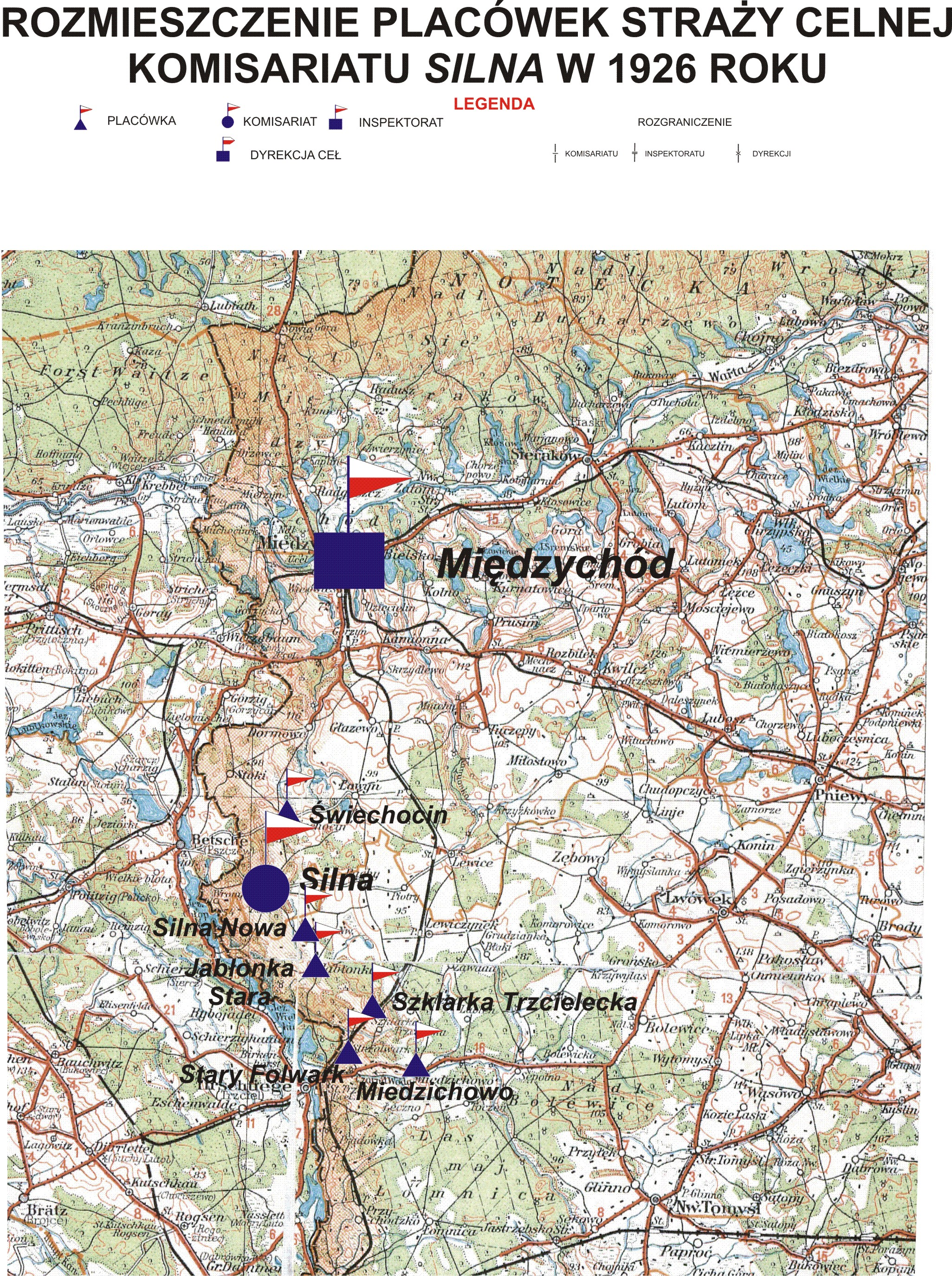
Rozmieszczenie placówek Straży Celnej Komisariatu Silna w 1926

Placówka Straży Celnej „Stary Folwark” – jednostka organizacyjna Straży Celnej pełniąca w okresie międzywojennym służbę ochronną na granicy polsko-niemieckiej.

## Formowanie i zmiany organizacyjne
Na wniosek Ministerstwa Skarbu, uchwałą z 10 marca 1920 roku, powołano do życia Straż Celną. Od połowy 1921 roku jednostki Straży Celnej rozpoczęły przejmowanie odcinków granicy od pododdziałów Batalionów Celnych. Proces tworzenia Straży Celnej trwał do końca 1922 roku. Placówka Straży Celnej „Stary Folwark” weszła w podporządkowanie komisariatu Straży Celnej „Silno” z Inspektoratu SC „Międzychód”.
W drugiej połowie 1927 roku przystąpiono do gruntownej reorganizacji Straży Celnej. W praktyce skutkowało to rozwiązaniem tej formacji granicznej. Ochronę północnej, zachodniej i południowej granicy państwa przejęła powołana z dniem 2 kwietnia 1928 roku Straż Graniczna.
Rozkazem nr 3 z 25 kwietnia 1928 roku w sprawie organizacji Wielkopolskiego Inspektoratu Okręgowego dowódca Straży Granicznej gen. bryg. Stefan Pasławski powołał  komisariat SG „Zbąszyń”, a 15 września 1928 dowódca Straży Granicznej rozkazem nr 7  w sprawie zmian dyslokacji Wielkopolskiego Inspektoratu Okręgowego podpisanym w zastępstwie przez mjr. Wacława Szpilczyńskiego utworzył placówkę Straży Granicznej I linii „Stary Folwark”.

## Funkcjonariusze placówki
Kierownicy placówki
| stopień    | imię i nazwisko, numer  | okres pełnienia służby | kolejne stanowisko |
| ---------- | ----------------------- | ---------------------- | ------------------ |
| przodownik | Ignacy Bukczyński (242) | był w 1926             |                    |

Obsada personalna placówki w 1926:
- przodownik Ignacy Bukczyński (242)
- starszy strażnik Antoni Paluch (410)
- strażnik Michał Gołąbek (26)
- strażnik Stanisław Grajewski (14)
- strażnik Stanisław Kaczmarek (92)
- strażnik Franciszek Bartkowiak (1672)
- strażnik Stanisław Golon (1718)
- strażnik Stanisław Drąg (1652)